# SN 2009fq
SN 2009fq – supernowa odkryta 18 maja 2009 roku w galaktyce A114910+3424. W momencie odkrycia miała maksymalną jasność 19,10m.